# 小人投げ
小人投げ（こびとなげ）とは小人を投げる娯楽のことである。アメリカ、オーストラリア、フランスなどのバーやパブで行われていたこの娯楽は、面ファスナーの付いた服や詰め物がされた小人をマットレスや面ファスナーの付いた壁に向かって投げるというものであり、小人を遠くまで投げた人が勝ちとなる。
これに近い遊びに、スケートボードに載せた小人をボウリングのボウルに見立てて、ピンを倒す遊びがある。
近年、人間の尊厳を踏みにじる行為と批判され、世界の数々の地域の法律で禁止されつつある。

## 医学的なリスク
骨異形成症（小人症など）を持つ個人は、通常、合併症のリスクを増加させる特定の医学的状態や脆弱性を抱えています。成長障害を持つ個人を投げたりすることは、特に猫背や側弯症が関与する場合には重大な結果をもたらす可能性があります。
猫背は、脊椎が前方に曲がり、背中が湾曲する状態です。側弯症は脊椎の側方への湾曲です。どちらの状態も痛み、制限された動き、呼吸の問題を引き起こす可能性があります。小人投げは怪我のリスクを増加させ、これらの状態を悪化させる可能性があります。なぜなら、これは脊椎や他の体の脆弱な部分に力が加わるからです。
様々な医学的情報源や組織は、成長障害を持つ個人に対する小人投げの危険性について警告しています[3]。成長障害のある個人が小人投げの結果として重大な怪我をしたり、死亡したという事例も知られています。
2012年の第69回ゴールデン・グローブ賞では、ピーター・ディンクレイジがベスト・メイル・サポーティング・アクター賞（テレビシリーズ、ミニシリーズ、またはテレビ映画）を受賞した際、彼は観客に対して「マーティン・ヘンダーソンという名前の紳士について考えた」と語り、彼の名前を検索してみるよう提案しました。 ヘンダーソンはイギリスのサマセット出身の、ラグビーサポーターによってバーで投げられて重傷を負った小人の男性でした。ディンクレイジのスピーチは、小人投げという現象にメディアと一般の注目を引き寄せ、ヘンダーソンの名前は世界中のソーシャルメディアでトレンドになりました[7]。 ヘンダーソンは最終的に2016年に、事件から5年後にしてその傷害のために亡くなりました。

## 抵抗
1980年代には、この活動に対する反対が現れ、反対派は「人間の尊厳」に基づく異議を唱え、禁止を訴えました。
小人投げに対する道徳的な抵抗は、関係者の物体化に基づいて異議を唱えます。基本的には、彼らは娯楽用に使用されるおもちゃのような物体に還元され、人間らしさを失っています。研究によれば、この非人間化の形態は、個体を単なる投げ物として扱い、その自律性と尊重を欠いたままであることから、本質的な人間の尊厳を損なうという問題があります。
小人投げへの道徳的な異議は、観客が参加者を投げる対象とみなすことによって、彼らの人間性を否定し、感情、誠実さ、自尊心を考慮せずに彼らを娯楽の源として還元することから強まります。この物体化の形態は単なる娯楽を超えて、人間の尊厳の核心を襲います。科学的な研究によれば、小人投げをめぐる道徳的なジレンマは、個体が他者の喜びのために物体に還元されるというより広範な非人間化の懸念を示しています。